# Тейшейра, Луиш Филипе
Луи́ш Фили́пе Тейше́йра (порт. Luís Filipe de Bragança e Sousa da Silva Teixeira, Луи́ш Фили́пе де Брага́нса и Соу́за да Си́лва Тейше́йра, 3 ноября 1959, Луанда) — португальский философ, эссеист, исследователь игровых и символических форм культуры.

## Биография
Родился в Анголе. Закончил Лиссабонский университет, преподает в Гуманитарном и Технологическом университете Лиссабона.

## Труды
Труды посвящены символам сакрального в современной культуре, её игровым формам (лудологии), отражению национальной мифологии в творчестве поэта Фернанду Песоа.

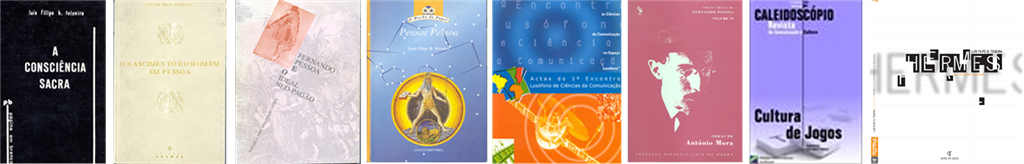
Опубликованные работы Луиша Филипе Тейшейры

## Публикации
- A consciência sacra: contribuição para uma arqueologia do (re)conhecimento: ensaio de hierofanologia. Sintra: Mar-Fim, 1987
- O nascimento do homem em Pessoa: a heteronímia como jogo da demiurgia divina. Lisboa : Edições Cosmos, 1992
- Pensar Pessoa. Porto: Lello Editores, 1997.
- Hermes ou a Experiência da Mediação (Comunicação, Cultura e Tecnologias). Lisboa: Pedra de Roseta, 2004